# NGC 364
NGC 364 là một thiên hà dạng hạt đậu có rào chắn trong chòm sao Kình Ngư. Nó được phát hiện vào ngày 2 tháng 9 năm 1864 bởi Albert Marth. Nó được Dreyer mô tả là "rất mờ nhạt, rất nhỏ".